# 1524 az irodalomban
Az 1524. év az irodalomban.

## Új művek

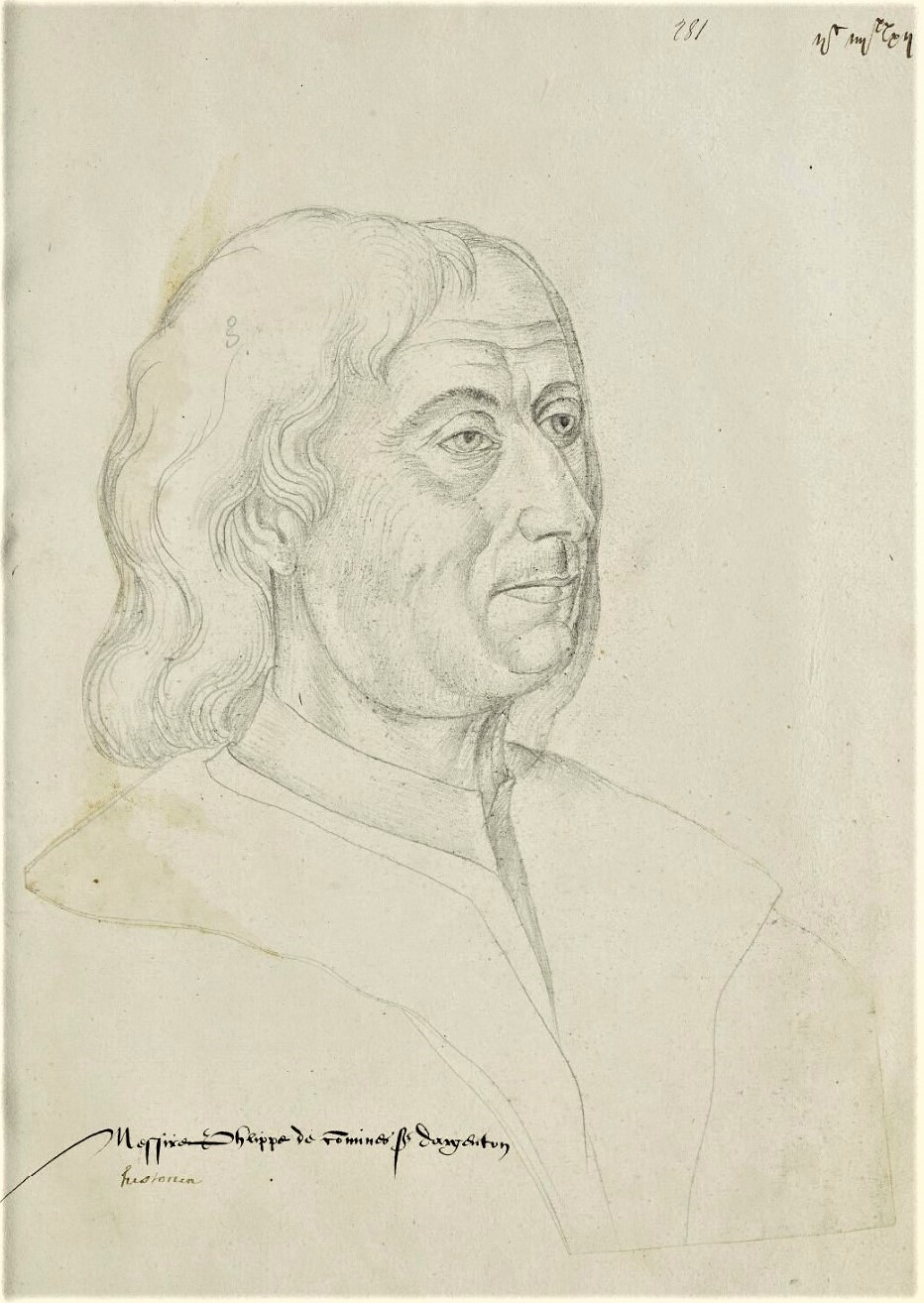
Philippe de Commynes

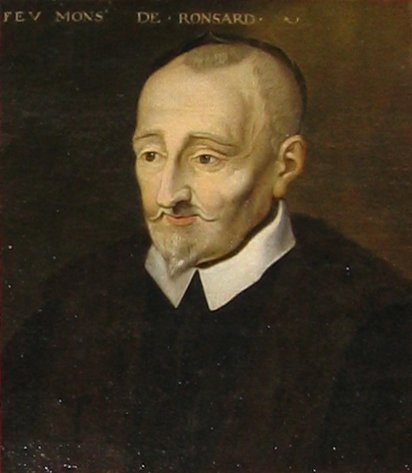
Pierre de Ronsard

- Kiadják Philippe de Commynes flamand történetírónak az 1490-es években franciául írt emlékiratait, 1–6. rész (a 7–8. rész 1528-ban jelent meg).
- Rotterdami Erasmus: De libero arbitrio diatribe sive collatio (Értekezés a szabad akaratról).
- Luther Márton: De servo arbitrio (Az akarat szolgaságáról).[1] Válasza Erasmus értekezésére, 1525-ben jelent meg.

## Születések
- szeptember – Pierre de Ronsard, a francia reneszánsz költője, a Pléiade irodalmi csoport vezéralakja († 1585)
- 1524 vagy 1525 – Luís de Camões, a portugál reneszánsz kiemelkedő személyisége, Portugália nemzeti költője († 1580)
- 1524 – Nagyszombati Márton (Martinus Thyrnavinus) bencés szerzetes, humanista költő (születési éve nem ismert).
- 1524? – Louise Labé, a reneszánsz korának francia költőnője († 1566)

## Halálozások
- január 5. – Marko Marulić raguzai horvát humanista, költő (* 1450)